# Hibbertia selkii
Hibbertia selkii är en tvåhjärtbladig växtart som beskrevs av G.J. Keighery. Hibbertia selkii ingår i släktet Hibbertia och familjen Dilleniaceae. Inga underarter finns listade i Catalogue of Life.